# Zhang Guohua
Zhang Guohua (Yongxin (Jiangxi), oktober 1914 - 21 februari 1972) was een Chinees politicus en militair.
Zhang werd lid van de Communistische Partij van China in 1931. Hij was van januari 1950 tot juni 1951 de eerste partijsecretaris van het Autonoom Regionaal Comité van de Tibetaanse Autonome Regio. Van september 1965 tot 1967 was hij dat nogmaals als vierde secretaris.
Hij was hij gouverneur van de provincie Sichuan van 1968 tot 1972 en secretaris van de Communistische Partij van Sichuan van 1971 tot 1972.
In de Chinees-Indiase Oorlog van 1962 was hij veldcommandant in het Volksbevrijdingsleger.

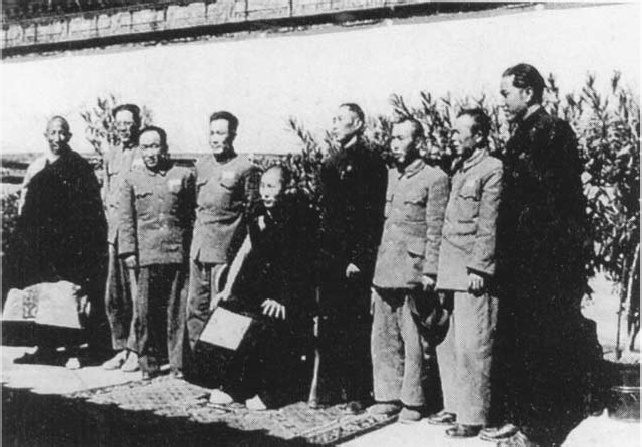
Leiders van het Werkcomité Tibet het Norbulingka-paleis in november 1951. Vanaf links: lord chamberlain Ngawang Namgye, Li Jue, Wang Chimei, Zhang Guohua, de veertiende dalai lama, Zhang Jingwu, Tian Guansan, Liu Zhengguo en Phünwang

- International Standard Name Identifier: 0000 0000 6461 4766
- Library of Congress Control Number: no2009109382
- Virtual International Authority File: 91160548
- WorldCat: E39PBJk8XK4Jb6jKVhmFxjRh73